# Title TK
Title TK es el tercer álbum de la banda de rock alternativo estadounidense The Breeders lanzado el 20 de mayo de 2002 por 4AD en el Reino Unido y distribuido por Elektra records en Estados Unidos. Steve Albini se encargó de la producción e ingeniería del álbum, al igual que hiciera con el álbum debut de la banda Pod.

## Lista de canciones
1. "Little Fury" (Deal, Lopez, Medeles, Presley, Deal) – 3:30
2. "London song" – 3:39
3. "Off You" – 4:56
4. "The She" – 4:01
5. "Too Alive" – 2:46
6. "Son of Three" – 2:09
7. "Put on a Side" – 2:59
8. "Full on Idle" – 2:37
9. "Sinister Foxx" (Deal, Lopez, Medeles, Presley, Deal) – 4:16
10. "Forced to Drive" – 3:04
11. "T and T" – 1:57
12. "Huffer" – 2:09

### Edición japonesa
La versión japonesa posee dos pistas adicionales:

13. "Forced to Drive (Loho Version)" - 3:15

14. "Climbing the Sun" - 3:58

## Personal
- Kim Deal - guitarra, órgano, voz
- Kelley Deal - guitarra, voz
- Rich Presley - guitarra
- Mando Lopez - bajo
- Jose Medeles - batería
- Steve Albini - ingeniería